# 156

156(백오십육)은 155보다 크고 157보다 작은 자연수다.

## 수학
- 합성수로, 그 약수는 총 12개다. (1, 2, 3, 4, 6, 12, 13, 26, 39, 52, 78, 156)
  - 156의 진약수의 합은 236이므로, 156은 과잉수다.
- 6번째 십이각수다. 앞의 십이각수는 105, 다음은 217이다.
- {\displaystyle 156=35+51+70}
  - 연속하는 세 오각수의 합으로 나타낼 수 있는 수다. 이 성질을 지닌 앞의 수는 108, 다음 수는 213이다.
- {\displaystyle 156=17+19+23+29+31+37}
  - 연속하는 소수(素數) 6개의 합으로 나타낼 수 있는 수다. 이 성질을 지닌 앞의 수는 132, 다음 수는 180이다.
- {\displaystyle 156=12\times 13}
  - 연속하는 두 자연수의 곱으로 나타낼 수 있는 수다. 이 성질을 지닌 앞의 수는 132, 다음 수는 182이다.
- {\displaystyle {\sqrt {156}}=2{\sqrt {39}}}
- {\displaystyle 5^{4}-1}은 156으로 나누어떨어진다.

## 교통

### 철도
- 수도권 전철 1호선 주안역의 역번호.

### 도로
- 국도 제156호선
  - 미국 156번 국도 (폐지): 캔자스 156번 주도로 변경되었다.
  - 일본 156번 국도(일본어판): 기후현 기후시에서 도야마현 다카오카시까지 이어지는 일본의 국도.
- 기타 도로
  - 현도 제156호선

## 군사
- U-156: 독일의 군용 잠수함. 제1차 세계 대전에 사용된 1917년제 모델(영어판)과 제2차 세계 대전에 사용된 1941년제 모델(영어판)이 있다.

## 문화유산
- 대한민국의 국보 제156호: 무령왕 금귀걸이
- 대한민국의 보물 제156호: 장흥 보림사 서 승탑
- 대한민국의 사적 제156호: 부여 증산성

## 방송
- 스카이라이프와 B tv의 서울경제TV 채널 번호.
- 지니 TV의 엑스원 채널 번호.
- U+ TV의 i 쇼 채널 번호.
- LG헬로비전의 실버아이TV 채널 번호.
- B tv 케이블의 KBS 라이프 채널 번호.

## 기타
- 연도: 156년, 기원전 156년